# Emil Swenson
Emil Swenson, född 12 februari 1853 i Väsby socken, Malmöhus län, död 7 februari 1928 i Varberg, var en svensk borgmästare. 
Swenson, som var son till skräddaren Peter Svensson och Benedikta Olsson,  blev student vid Lunds universitet 1873, avlade hovrättsexamen 1876 och blev vice häradshövding 1879. Han blev rådman i Varbergs stad 1884 och var borgmästare där från 1894 till sin död. Han var även tillsyningsman vid kronohäktet där från 1894.